# Trie-Château
Trie-Château é uma comuna francesa na região administrativa de Altos da França, no departamento de Oise. Estende-se por uma área de 13.34 km². Em 2010 a comuna tinha 1 965 habitantes (densidade: 147,3 hab./km²).
Em 1 de janeiro de 2018, incorporou a antiga comuna de Villers-sur-Trie ao seu território.